# Issor
Issor é uma comuna francesa na região administrativa da Nova Aquitânia, no departamento dos Pirenéus Atlânticos. Estende-se por uma área de 24 km². Em 2010 a comuna tinha 239 habitantes (densidade: 10 hab./km²).